# ひなちゃんが王子!
『ひなちゃんが王子!』は、山口舞子による日本の4コマ漫画作品。『まんがライフMOMO』『まんがライフオリジナル』（竹書房）誌上で連載されていた。

## 概要
3歳の時に体の弱い姉を守る事を心に誓った津守ひなは心はいつでも王子。そんなひなと、それを温かく見守る家族達（主に母と姉）を描くハートフル4コマ漫画。
毒が無く、子供の無邪気な姿が特徴の作品。
『まんがライフMOMO』誌上で2009年6月号から2010年4月号まで、『まんがライフオリジナル』誌上で2009年6月号から2010年3月号まで（共に竹書房）連載された。単行本は全1巻。

## 登場人物
ひなちゃん（津守ひな）
津守家の次女で小学一年生。
らんちゃん姫を守る心は王子の女の子。
3歳の頃にか弱い姉を守ることを心に決め、日々王子らしさを追求している。
「お姫様みたい」と言われても喜ばないが、「王子様みたい」と言われると嬉々とする。
王子らしく行動をするため、周囲の女の子からは「かっこいい」と評判であり、町内でも「ちびっ子王子」と有名。
王子らしくしようとする一方で、ごうくんに対しほのかな恋心を抱きつつあるような描写がある。
らんちゃん（津守らん）
津守家の長女で高校一年生。
ひなのお姫様。
小さな時から非常にか弱く、それがひなが王子になると決意させた原因でもある。
ひなに甘いと同時に、ひなを上手くコントロールも出来る。
どこかクールで大人びた雰囲気の持ち主。
お母さん
津守家の母。
時に優しく、時に厳しく二人を支える。
力が強く、らんを肩に担ぐこともでき、ひなから憧れられている。
ひなの王子服を作った本人で、学芸会の衣装も作るなど、手芸が達者。
ひなには「王妃」と呼ばせている。
お父さん（津守大地）
津守家の父。39歳。
基本的に娘たちには親バカ。
娘たちに近づく男の子は許さないお父さん。
ひなには女の子らしくなってもらいたいが、当のひなは年々王子になっていっているのが悩みの種。
ごうくん（鬼塚豪樹）
ひなのクラスメイト。
いわゆる乙女系男子で、周囲からは女の子によく間違えられる。
かっこいいひなの事が、ちょっと気になる様子。
育ちがいいのか、非常に礼儀正しく上品で、ひなとらんから「お姫さま」と呼ばれることもある。
ナチュラルにやさしい性格で、らんからも気に入られており、「ひなをまかせられる」と認められている。
新井くん
三丁目に住んでいる中二の男の子。
らんに介抱されて以降、らんに惚れている。
しかし、当のらんからはいつも名前を間違えられている。

## 単行本
- 竹書房より「バンブーコミックス」として刊行されている。
  - 第1巻 （2010年4月10日発行） ISBN 978-4-8124-7248-4